# Guillardia
A Guillardia tengeri kétostorú Cryptophyceae-nemzetség vörösmoszat szekunder endoszimbiózisából származó plasztisszal.
Először Richard Guillard mutatta ki Connecticutban az 1960-as években, és csak 1 leírt faja van. A nemzetség ritka a tengerben, de jól tenyészthető, és gyakran tanulmányozták felfedezése óta. Általános morfológiája jól ismert, és sokban hasonlít más Cryptophyta-fajokhoz, bár egyedi periplazmaelrendezése van. Ez az első Cryptophyta-faj, melynek magi, nukleomorf- és plasztiszgenomját egyaránt szekvenálták. E tudás további kutatásokat tett lehetővé a plasztisz, a vörösmoszat nukleomorfa és a sejtmag közti horizontális géntranszfer, valamint a plasztisz fotoszintézissel és sejtciklussal kapcsolatos génjei expressziójának szabályzása terén. A nemzetség fontos a biológia területein áthidaló kutatásban is: a Cryptophyta szimbiogenezisének és szekunder endoszimbiózisának kutatásában fontos jó tenyészthetősége és szekvenált genomja miatt. 2 anionos csatornarodopszin ismert a nemzetségből, melyet neurobiológiai kutatásokban optogenetikai inhibitorként használtak.

## Etimológia
Eredetileg a nemzetség típusfaját „Cryptomonas théta-fajnak” vagy „théta-ostorosnak” nevezték. Hill és Wetherbee nevezték el Guillardiának dr. Robert Guillard, a nemzetség felfedezője után. Típusfaja a Guillardia theta.

## Történet
A fajt először dr. Robert Guillard izolálta Connecticutban 1963-ban, aki „théta-ostorosnak” nevezte egy, a tengeri kovamoszatok szerves nitrogénforrásairól szóló szimpóziumon. Azóta számos tenyészete készült. Az 1980-as évek elején, amikor Cryptomonas thetának nevezték, ostorait és egyedi periplasztiszát leírták. E tanulmányok után ptDNS-ét feltérképezték, és Hill és Wetherbee elnevezték és leírták a nemzetséget 1990-ben. 1999-ben szekvenálták ptDNS-ét, ez igazolta a plasztisz és a vörösmoszatok közös eredetét. E kutatások óta számos más szempontját is vizsgálták, például a nukleomorf és a plasztisz osztódását és ezek szabályzását és fotoszintetikus pigmentjeit, mechanizmusaikat és szabályzásukat. Mivel jól tenyészthető, a Guillardia theta gyakori modellszervezet a Cryptophyta-jellemzőket vizsgáló modern tanulmányokban.

## Élőhely és ökológia
A vadonban a Guillardia theta ritka planktonikus tengeri élőlény, és a legtöbb tanulmány kultúrákból származik. A nemzetséget eredetileg a connecticuti Milford-öbölben mutatták ki, és csak 1 másik helyen – Dániában – találták meg eredeti felfedezése után. A Milford-öböl számos területet, például torkolatokat, árapálysíkságokat, tengeri medencéket, kikötőket, partokat, mocsarakat és partszakaszokat magában foglal, melyek számos élőlénynek élőhelyet biztosítanak. Bár a pontos izolációs hely nem ismert, a nemzetség feltehetően a tengeri medence álló vizében fitoplanktonként szaporodik.
A. Larsen az egyetlen másik kutató, aki a Guillardiát a vadonban leírta a dániai Wadden-tengerben. Azonban ez csak Hill és Wetherbee személyes közleményéből ismert, és sose jelent meg. Ez az északi tengeri élőhely számos turzásból áll, melyek torkolati, nyílt vízi, lápos és homokos parti élőhelyeket biztosítanak a helyi ökoszisztémáknak.
Mivel viszonylag ritka vadon, ökoszisztémákban szerepe nem ismert. A Guillardia 2 plasztiszú fotoszintetikus fitoplankton, így a rendszer primer termelésében játszhat szerepet. Ezenkívül a csillósok jól ismert predátorai tenyészetben, így a nemzetség vízi élőhelyekben zsákmány lehet. A Mesodinium pulex – egy jól ismert fagotróf csillós, mely tengerben, brakkvízben és édesvízben egyaránt él – táplálkozik G. theta-sejtekkel.

## Leírás

### Morfológia
A Guillardia morfológiája jól ismert. A sejt dorzoventrálisan lapos, hossza 7–11 μm. A Cryptophyta tagjaként elöl sejtgaratja van, és sejtmagjában nukleólusz van, plasztisza kétlebenyes, 4 membrános, és pirenoid van benne, nukleomorfa ezzel közeli kapcsolatban áll. Mitokondriumai, 2 ostorral kapcsolatban lévő Golgi-készüléke, keményítőraktárai és a garaton és a periplasztiszon ejektoszómái vannak. A szabálytalan lemezekből álló vékony lapok rétegéből összetett periplazma kristályalegységekből áll, ez meghatározza a nemzetséget. Ennek belső része egy, a sejtmembránnal szomszédos lapból áll, míg más fajok belső periplazmája azonos alakú lemezekből áll. Mindkét periplazmatípus perifériás ejektoszómái a periplazma mellett vannak vezikulumokban, és a periplazmát nem kristályos anyag választja el a sejtmembrántól.
A Guillardia és más Cryptophyta-fajok ejektoszómáikat védekezésre használják, ezek a sejtgaratot határolják. A Guillardiában a vezikulumokban egyenlőtlen hosszú szálak vannak, más nemzetségekben a szálhossz szintén változó, ez ez esetben 200–3600 nm. Külső stresszorok, például gyors pH-, ozmolaritás- vagy fényintenzitás-változások esetén a vezikulumokból a környezetbe lövellnek a tekercsek. Ezek külső tárggyal vagy élőlénnyel való ütközése a predátorok kivédésekor történő egyenlőtlen hátrafelé mozgást okoznak.

### Plasztisz
A Guillardia plasztisza vörösmoszat szekunder endoszimbiózisából származik. Más Cryptophyta-fajokhoz hasonlóan a Guillardia fontos a szekunder endoszimbiózis megértésében, mivel az endoszimbionta alga magja nukleomorfként fennmaradt egy periplasztiszrészben, a plasztiszkomplexet 4 membrán veszi körbe. A külső membrán feltehetően az ősi fagoszóma maradványa, és az endoplazmatikus retikulummal alkot kontinuumot. A kis periplasztisz-sejtplazna feltehetően a sejtváz maradványait tartalmazza, mivel a nukleomorf tubulingéneket tartalmaz. Bár sok plasztiszfehérje a nukleomorfban marad, az endoszimbionta géntranszferrel a gazdamagba került gének a külső membránon keresztül kotranszlációs transzlokációval kerülnek a nukleomorfba kétrészes N-terminális jelszekvenciával. Minden további, a fehérje által átlépett membrán egyedi transzlokációs mechanizmusokkal rendelkezik. A plasztisz ezenkívül eukarióta riboszómákat és keményítőszemcsékkel teli pirenoidot tartalmaz, ahol a CO2-kötés RuBisCO-val történik.
Más Cryptophyta-fajokhoz hasonlóan a kloroplasztiszok fényhasználó pigmentjei fikobiliproteinek, illetve klorofill a/klorofill c-kötő fehérjék, melyek a vörösmoszatokéival homológok, azokkal szemben a fikobiliprotein-antenna a tilakoid lumenjében kis oldódó fehérjekomplexként van jelen, szemben a vörösmoszatok fotoszintézisére jellemző nagy, a tilakoidmembránhoz kapcsolódó antennával. A fotoszintetikus pigmenteket irányító mechanizmus a növekedési fázistól függ: logaritmikus növekedési fázisban a Guillardia állapotváltozásokkal modulálja az energiabevitelt, stacionárius növekedési fázisban viszont nem fotokémiai oltást használ, mely megvédi az élőlényeket a magas fényintenzitástól. Nem ismert, miért differenciálódik a különböző növekedési fázisokban a két energiabevitel-szabályzó mechanizmus.

### Mozgás
Elsősorban 2 aszimmetrikus ostorral mozog: a hosszabb a garatból előre, a rövidebb hátra mutat. A mozgáshoz rhizostylus- és gyökérrendszer is járul. A fototaxis-mechanizmusok, melyek az anionos csatornarodopszinokat használják mozgásválaszhoz, optogenetikai inhibitorokként is használatosak.

### Sejtosztódás
A megfelelő ivartalan szaporodáshoz a Guillardia sejtjének, nukleomorfának és plasztiszának is osztódnia kell. A nemzetség mitózissal osztódik, és nem ismert meiózisa vagy ivaros szaporodása, azonban meiózisgének ismertek magjában, így képes lehet rá. A mitózis a plasztiszosztódás után kezdődik a mitózisorsók kialakulásával és az alapi testek és ostorok osztódásával. Sok más ostoroshoz hasonlóan mindkét ostor az utód mozgásra használt ostora lesz, míg az új alapi testek az ostorátalakulással hoznak létre ostort. A metafázis során alagutas kromatinlemez keletkezik a magmembrán feloldódásából. Az anafázis során a mikrotubulus-orsók a lemez alagútjain áthaladnak, és a kromatinhoz csatlakozva a lemezt kettéosztják. A magmembrán maradványai a mitózisorsót határolva az endoplazmatikus retikulummal érintkeznek a mitózis során. A citokinézis a meta- és anafázis során történik vékony amorf réteggel mikrotubulus-szerkezetek helyett.
A plasztiszosztódás az ostorosztódás előtt történik a preprofázisban, és a nukleomorf és a kloroplasztisz osztódása is egyszer történik meg sejtciklusonként. A plasztiszosztódás a két lebenyt összekötő dorzális híd konstrikciójával kezdődik. Az osztódás vége előtt a nukleomorf a belső és külső membránok bemélyedésével osztódik. A plasztisz, a nukleomorf és a gazda osztódásának szinkronizációja fontos a vörösmoszat-endoszimbionta sejtszervecskévé alakulásában. A magban kódolt nukleomorf-H2A hiszton-mRNS mennyisége S fázisban nő, míg a DNS-kettőződést és osztódást szabályzó gének folyamatosan expresszálódnak. Ez alapján az endoszimbionta feltehetően elvesztette replikációsciklus-dependens transzkripcióját, ehelyett a gazdamag sejtciklusgénjei szabályozzák a nukleomorf és a plasztisz replikációját és osztódását.

### Genom
A G. theta az első Cryptophyta-faj teljesen szekvenált genommal. Magja haploid, nukleomorfa tetraploid, mtDNS-e és ptDNS-e sok példányban van jelen. Az első szekvenálás óta a plasztisz- és nukleomorfgenomot is szekvenálták, ezek a nemzetség rendszertani története és a plasztisz algaősei megértésében fontosak. A magi genom mintegy 87 Mbp hosszú, 21 000 előrejelzett fehérjét kódol, ennek 57%-a egyedi, más élőlényekben nincs homológja. A genom minden eukarióta jellemzőt tartalmaz, például az endomembrán rendszert, a transzkripció, a poszttranszkripciós módosítás (RNS-feldolgozás), a transzláció, a poszttranszlációs módosítások, a fehérjeátvitel és a sejtváz génjeit. A magi genom ezenkívül számos spliceoszóma-intront és nagy lehetséges tirozin-kináz-családot tartalmaz. A Guillardia 7451 vizsgált génjéből 508 bizonyult algaeredetűnek. Bár az adatok alapján ezek valószínűleg zöldmoszat-eredetűek, ez nem megbízható összehasonlítás, mert számos genomadatbázis zöldmoszatgének felé torzít.
A nukleomorfszekvenálás kis – 487 fehérjekódoló, kevés fenntartó és 31 plasztisz felé célzott génből álló – genomot mutatott ki. A nukleomorf mérete jelentősen csökkent, és szinte teljesen a periplasztiszkomplex felé való fehérjecélzást használja. A gazdamaggenom tartalmazza a transzkripcióasszociált fehérjéket, melyek feltehetően a nukleomorf génexpresszióját szabályozzák, valamint a replikációval összefüggő DNS-replikációs fehérjéket és fehérjekinázokat. E gének gazdamagba kerülése egyértelműen jelzi az endoszimbionta plasztisz önállóságvesztését. Azonban a magi és nukleomorfgének szekvenálása alapján az endoszimbionta géntranszfer során a fehérjék gyakran új funkciót szereznek, és más helyekbe kerülnek, így a funkció nem határozható meg evolúciós történet alapján. A Guillardia genomja magas mozaicizmust mutat: gazdamag-, nukleomorf-, plasztisz- és más idegen algaeredetű fehérjéi is vannak.
Plasztiszgenomja az első nukleomorffal rendelkező élőlény a plasztisz endoszimbionta eredetének vizsgálatához fizikailag leképezett és szekvenált plasztomja volt. A genom 121 kbp hosszú, ebből 4 kbp tartalmazza a riboszómatermeléshez szükséges 2 rRNS-cisztront. Kódoló régióiban 46 fotoszintézis-, 10 bioszintézis-, replikáció- és osztódásgén van. 44 riboszomális fehérjét kódol, 7 pedig a transzkripcióban és a transzlációban vesz részt. Egyes gének átfednek, és nincs intron a genomban, kompakttá téve azt. Ezenkívül számos, a Porphyra purpurea plasztiszában azonosítottal azonos policisztronos gén van. Ez alapján a két nemzetség plasztisza közös eredetű lehet.

## Gyakorlati jelentőség
A Guillardiát gyakran használják az algaendoszimbionta-genomika és sok más Cryptophyta-tanulmány modelljeként. Mivel könnyen tenyészthető, ez volt az első teljesen szekvenált magi, nukleomorf- és plasztiszgenomú Cryptophyta-faj. Az így gyűjtött információ segítette a vörösmoszat endoszimbiózisából származó plasztiszt tartalmazó kládokban fellépett másodlagos endoszimbiózis mechanizmusait. Továbbá a plasztisz replikációs és fotoszintézis-mechanizmusai is jól ismertek, és más Cryptophyta-fajok modelljeként használják. A nemzetséget ezenkívül a Cryptophyta-periplasztisz keményítőszintézise tanulmányozásában is használták, igazolva, hogy a G. theta UDP-glükóz-úttal szintetizálja a keményítőt.
Ezenkívül anion-csatornarodopszinjairól kimutatták, hogy hiperpolarizációt indukálnak optogenetikai assay-kben. A csatornarodopszinok fénykapus anioncsatornák, melyek algákban fényforrások felé történő ostormozgást indukálnak. Humán tanulmányokban használhatók klorid okozta hiperpolarizáció indukálására, adott időpontban lecsendesítve a célzott neuronokat. Ez lehetővé teszi a neuronok alkotta áramkör tanulmányozását adott neuronok fotoszupressziójával. Az optogenetikai csendesítés korábbi módszerei kevésbé voltak hatékonyak és precízek. Bár e felfedezés továbbra is fontos az idegtudományi kutatásokban, további kutatások egy Rhodomonas salina-csatornarodopszinról kimutatták, hogy kisebb a stimuláció és a csatornanyitás közti válaszideje. Így a Guillardia-csatornarodopszinokat nem használják annyira gyakran idegtudományi assay-kben.
Ezenkívül a Guillardia használható más élőlények, például Mesodinium spp. tenyésztésére és tanulmányozására.

## Fordítás
Ez a szócikk részben vagy egészben  a   Guillardia című angol Wikipédia-szócikk ezen változatának fordításán alapul.  Az eredeti cikk szerkesztőit annak laptörténete sorolja fel. Ez a jelzés csupán a megfogalmazás eredetét és a szerzői jogokat jelzi, nem szolgál a cikkben szereplő információk forrásmegjelöléseként.